# Jofre Torrents Salvat
Jofre Torrents Salvat   (28 de gener de 2007) és un futbolista professional català que juga com a lateral esquerre al  FC Barcelona Atlètic de Segona Federació.

## Carrera de club
Nascut a la Selva del Camp, Baix Camp, Torrents és producte del futbol formatiu del FC La Selva del Camp i del Reus Deportiu, abans de passar a les categories inferiors del Barcelona el 2018 per acabar el seu desenvolupament. El 16 de juny de 2023 va signar el seu primer contracte professional amb el Barça. El setembre de 2023 va patir una lesió al genoll en un partit internacional que el va fer endarrerir una temporada, però en tornar va ascendir a l'equip sub-19 per a la temporada 2024-25.  Va debutar com a sènior amb el Barça Atlètic en una victòria per 1-1 a la Primera Federació contra la SD Tarazona el 15 de març de 2025.
La temporada 2025-2026 va formar part de la gira de pretemporada pel Japó i Corea, i va disputar uns minuts en el trofeu Joan Gamper. Va debutar amb el primer equip en el primer partit de la lliga, una victòria per 0-3 contra el RCD Mallorca, en què Jofre va substituir Alejandro Balde al minut 68.

## Carrera internacional
Torrents és internacional juvenil amb la selecció espanyola. El setembre de 2023, va jugar amb la selecció espanyola sub-17 i va patir una lesió que el va fer perdre una temporada.  El gener de 2025, va ser convocat amb la selecció espanyola sub-18, però va haver de deixar l'equip a causa d'una lesió.

## Estil de joc
Torrents és un lateral esquerre dinàmic que fa curses dinàmiques contra el seu rival i és capaç de fer centrades i passades efectives. És notablement fort i hàbil en situacions d'un contra un. És un talent decidit i prometedor.

## Palmarès
Espanya sub-19
- Subcampió de l'Eurocopa sub-19 de la UEFA: 2025[8]